# Bułgaria na Letnich Igrzyskach Olimpijskich 1928
Bułgarię na Letnich Igrzyskach Olimpijskich 1928 reprezentowało 5 zawodników.

## Reprezentanci

### Jeździectwo
- Wladimir Stojczew
  - WKKW indywidualnie – nie ukończył
  - ujeżdżenie – 18. miejsce

- Todor Semow
  - WKKW indywidualnie – nie ukończył

- Krum Lekarski
  - WKKW indywidualnie – nie ukończył

- Wladimir Stojczew, Todor Semow, Krum Lekarski
  - WKKW drużynowo – nie ukończyli

### Szermierka
- Dimityr Wasilew
  - szpada – odpadł w eliminacjach
  - szabla –  odpadł w eliminacjach

- Asen Lekarski
  - szabla – odpadł w eliminacjach